# Un poliziotto all'asilo
Un poliziotto all'asilo (Kindergarten Cop 2) è un film del 2016 diretto da Don Michael Paul con protagonista Dolph Lundgren.
Questo film è il sequel di Un poliziotto alle elementari film con Arnold Schwarzenegger del 1990 diretto da Ivan Reitman.

## Trama
L'agente dell'FBI Reed assieme al collega Sanders dopo aver tentato diverse strade per raggiungere una chiavetta USB con all'interno dei documenti segreti si trova costretto ad insegnare come maestro d'asilo infiltrato.

## Produzione

### Regia
Il 1º giugno 2015 Don Michael Paul viene annunciato come regista del film.

### Casting
Arnold Schwarzenegger doveva tornare a vestire i panni del poliziotto John Kimble, ma successivamente lo stesso attore annuncia che il suo personaggio, John Kimble, si è ritirato dall'essere un poliziotto e insegnante di scuola materna.
Schwarzenegger viene così sostituito da Dolph Lundgren, che interpreta l'agente dell'FBI Zack Reed.

### Riprese
Le riprese del film iniziano il 27 luglio 2015 tra Langley, Vancouver, Columbia Britannica e in Canada e terminano il 24 agosto dello stesso anno.

## Distribuzione
Il film viene distribuito negli Stati Uniti il 17 maggio 2016 direttamente nel mercato direct-to-video distribuito da Universal Studios Home Entertainment con il titolo Kindergarten Cop 2. In Italia prende il titolo di Un poliziotto all'asilo distribuito dalla Universal Pictures direttamente in home video.